# 애련의 꽃송이
《애련의 꽃송이》는 한국에서 제작된 이규환 감독의 1959년 영화이다. 조항 등이 주연으로 출연하였고 박기연 등이 제작에 참여하였다.

## 출연

### 주연
- 조항
- 김아미
- 추석양

## 기타
- 조명: 고해진
- 녹음: 최칠복
- 미술: 임명선